# Religulous
Religulous (/rɪˈlɪɡjʊləs, rɪˈlɪdʒʊləs/) là một bộ phim tài liệu của Hoa Kỳ sản xuất vào năm 2008, với đạo diễn là Larry Charles và danh hài Bill Maher đóng vai người dẫn truyện.
Tựa đề phim "Religulous" là một sự kết hợp (portmanteau) của hai từ "religion" (tôn giáo) và "ridiculous" (nhảm nhí). Nội dung bộ phim này có hàm ý chỉ trích các tôn giáo và tín ngưỡng.

## Nội dung
Bộ phim giới thiệu các góc nhìn về thế giới của nhiều tôn giáo khác nhau khi Bill Maher du hành qua nhiều trung tâm tôn giáo khác nhau, ví dụ như Jerusalem, Vatican, Salt Lake City, phỏng vấn các tín đồ có xuất thân và nguồn gốc khác nhau. Trong số đó bao gồm các cựu tín đồ của hội thánh Kitô "Jews for Jesus", cựu tín đồ Kitô, Hồi giáo, Mormon, và Do Thái giáo Hasidi. Maher cũng du hành đến Góc Diễn thuyết tại Công viên Hyde, Luân Đôn, và "thuyết giảng" tín ngưỡng Khoa Luận giáo (Scientology). Ông cũng tham quan Bảo tàng Sáng tạo và công viên Holy Land Experience.

## Sản xuất
Maher nói rằng khi phỏng vấn các tín đồ, ông nói dối rằng tên của bộ phim là "Hành trình Tâm linh" (A Spiritual Journey) để có thể được phép phỏng vấn. Tín đồ Thuyết sáng tạo Ken Ham, thành viên của tổ chức Answers in Genesis, một người được phỏng vấn trong phim, đã chỉ trích việc Bill Maher sử dụng tên phim giả để được thực hiện phỏng vấn.
Religulous được sản xuất bởi hãng Thousand Words và phát hành bởi Lions Gate Entertainment. Theo dự tính, thời điểm phim được phát hành trên diện quốc tế là ngày 23 tháng 3 năm 2008, đúng vào dịp Phục sinh, tuy nhiên điều này đã bị hoãn lại do ảnh hưởng của cuộc đình công 2007-2008 của giới biên kịch. Cuối cùng phim đã được phát hành vào ngày 3 tháng 10 năm 2008.

## Doanh thu
Doanh thu phòng vé của Religulous trong tuần đầu công chiếu tính từ ngày 1 tháng 10 tại Los Angeles và Thành phố New York và trong 502 rạp là 3,5 triệu Mỹ kim, trung bình doanh thu là 6.972 Mỹ kim/rạp, đứng hạng 10 trong số doanh thu của các bộ phim tuần đó. Doanh thu trung bình mỗi lần chiếu của nó cao gấp 3 lần so với An American Carol, một bộ phim cổ xúy cho chủ nghĩa bảo thủ được báo giới so sánh như là đối trọng của Religulous. An American Carol có tổng doanh thu tuần đó đứng hạng 9, cao hơn Religulous, nhưng doanh thu trên 1 lần chiếu chỉ có 2.325 Mỹ kim. Beverly Hills Chihuahua, bộ phim đứng hạng 1, là phim duy nhất có doanh thu trên lần chiếu cao hơn Religulous (9.020 Mỹ kim). Doanh thu phòng vé tuần 2 của Religulous giảm 35,5% và tụt xuống hạng 13 (2.200.000 Mỹ kim trên 568 rạp chiếu với doanh thu trung bình/rạp là 3.873 Mỹ kim).
Tổng doanh thu của Religulous là hơn 13 triệu Mỹ kim trong khi chi phí sản xuất là 2,5 triệu. Nó xếp thứ 2 trong nhóm các phim tài liệu có doanh thu cao nhất năm 2008 và đứng đầu bảng trong nhóm các phim phát hành hạn chế (Limited Relase) cùng năm đó.

## Đánh giá
Nhìn chung các đánh giá về Religulous là tích cực. Rotten Tomatoes chấm điểm bộ phim "69%" dựa trên 153 ý kiến bình luận,, còn Metacritic cho điểm 56/100 dựa trên 31 bình luận. Nhà bình luận phim Roger Ebert chấm 3.5/4 điểm và nhận xét: "Tôi xin nói thật là tôi cười liên hồi. Bạn có thể thích hoặc ghét bộ phim nhưng ít nhất bạn đã được cung cấp thông tin. Có thể là bạn sẽ thích các phim ảnh về các tôn giáo khác, rồi bỏ lơ khi tôn giáo của bạn bị xét hỏi. Đó là bản chất của con người." Robert W. Butler của The Kansas City Star chấm 3 điểm trên 5 và bình luận: "Bộ phim đánh giá 1 chiều, nó không đem ta một luận điểm được cân nhắc cẩn thận, mà chỉ là những lời xỉa xói và góc nhìn xù xì. Tuy nhiên bộ phim rất vui nhộn và điều này quan trọng hơn hẳn các yếu tố còn lại." Owen Gleiberman của Entertainment Weekly chấm điểm A- và viết: "Bộ phim tức cười cứ như là... địa ngục." Kirk Honeycutt của The Hollywood Reporter cho rằng Religulous "rất tức cười" xét về phương diện phim hài châm biếm lẫn phương diện phân tích về tôn giáo và tâm linh. The Canadian Press nói rằng bộ phim tung ra một đòn đánh "cười hả hê" nhằm vào các lĩnh vực "thiêng liêng nhất". Christie Lemire của Associated Press bình phẩm: "Nếu bạn là người vô thần hay bất khả tri, bạn sẽ thấy thích thú khi đi cùng với Maher trong chuyến du hành khắp thế giới và phỏng vấn tín đồ về các tín ngưỡng của họ - từ Jerusalem tới Vatican và Amsterdam - nơi ông không chỉ tìm thấy một hội thánh ủng hộ sử dụng cần sa mà còn một quán rượu Hồi giáo của người đồng tính luyến ái (với 2 người trong đó)." John Anderson của Newsday viết: "Bộ phim rất hài hước, sâu sắc và bắt người ta phải động não. Nhưng chắc chắn là nó không làm những tín đồ chùng lòng đi mấy."
Một số phản hồi tiêu cực về bộ phim, tỉ như Rick McGinnis của Metro nhận xét "Maher thuyết giảng tới những người ủng hộ ông ta bằng một sự giả dối trắng trợn tới mức mà chỉ có những tín đồ thật sự mới chịu tha thứ cho ông ta." James Berardinelli viết, "Nếu chủ đề tôn giáo quan trọng như Maher nói thì ông ta phải làm đúng như lời của mình và sản xuất một bộ phim tốt hơn là tập hợp của những phỏng vấn giả dối, những lời bỉ bác và những quan sát lộ liễu. Một số người có thể ủng hộ Maher nhưng phần lớn người xem sẽ phản đối." Nick Schager của Slant Magazine chỉ trích Religulous là "kiểu phân tích bất tài và vô thần về tôn giáo hiện đại."
Kirk Honeycutt chỉ ra Bill Maher ít động chạm đến các tôn giáo phương Đông, tín ngưỡng địa phương Á, Mỹ, Phi và không mạo hiểm tranh luận những nhà thần học hay tín đồ không cố chấp vào giáo điều thánh kinh, ông cũng không nhấn sâu vào những quan điểm rất khác biệt của tôn giáo về các vấn đề xã hội như đồng tính. Maher chủ yếu phê phán các nhóm tôn giáo bảo thủ, cố cấp giáo điều, và đặc biệt chỉ trích mạnh mẽ những chính trị gia lợi dụng tôn giáo để mưu lợi cho mình. Kirk kết luận là khán giả yêu thích Religulous có lẽ chỉ giới hạn trong nhóm người không tôn giáo.
Trên tờ The New York Times, Stephen Holden viết rằng khi Maher "chuyển từ lĩnh vực Kitô Phúc âm sang Do Thái giáo và sang đạo Hồi, sắc thái câu chuyện chuyển sang bất định và nhịp điệu trở nên biến động". Còn Sam Greenspan cho rằng Maher tiếp cận với người Do Thái như đối với một vật thể mong manh dễ vỡ. Người Hồi giáo thì bị mô tả như là những kẻ có tư tưởng bài Do Thái.
Stephen Holden cũng nhận xét rằng Religulous có cấu trúc phóng túng và thể hiện sự di chuyển qua nhiều nơi, giống như trong một bộ phim khác của Larry Charles là Borat: Cultural Learnings of America for Make Benefit Glorious Nation of Kazakhstan và viết: "Phần lớn nội dung phim của Maher rất là vui nhộn theo một phong thái thoải mái và không theo quy ước lịch sự." Claudia Puig của USA Today bình phẩm: "những ai thích kiểu hài hước không gò bó vào quy tắc lịch sự và sự phân tích sắc sảo sẽ thấy bộ phim rất vui nhộn, giúp mở mang đầu óc và gây ra sự nhiễu loạn." Kirk Honeycutt của The Hollywood Reporter xếp loại Religulous là "phim hài không theo quy chuẩn lịch sự" hoặc "bài giảng về sự không chính xác của chính trị" và nhận xét rằng Maher "không sợ chỉ trích, mà thật ra lại thích thú trước điều đó". Kirk cũng nhận định bộ phim như là "Một đòn tấn công thoáng qua nhằm vào giáo điều tôn giáo theo kiểu cách hài hước nhưng không khoan nhượng" của Bill Maher. Louis Peitzman của San Francisco Bay Guardian cho rằng "Việc Maher sa đà quá mức vào chỉ trích tôn giáo không phải là vấn đề lớn vì ông luôn có đủ sự hài hước để xử lý nó." Scott Indrisek của Style.com viết: ""Religulous" gây cười chủ yếu từ kỹ năng biên tập tốt, trong đó các cuộc phỏng vấn của Maher trở nên tức cười bởi các đoạn phim ngắn". Ben Kenigsberg của Time Out New York chấm Religulous điểm 3 trên 6, nhận định điểm trừ của phim là phương cách thực hiện, điểm cộng của phim là thông tin mà nó mang lại."
Ngày 18 tháng 5 năm 2009, Religulous được trao Giải thưởng thường niên Independent Investigative Group IIG lần 3 dành cho việc xúc tiến khoa học và tư duy phản biện trên truyền thông đại chúng.

## Phát hành đĩa DVD
Lions Gate Entertainment đã phát hành phiên bản đĩa DVD của Religulous vào ngày 17 tháng 2 năm 2009. Phiên bản DVD có thêm một đoạn bình luận của Bill Maher và đạo diễn Larry Charles và một số cảnh quay bị cắt bỏ trong đoạn phim gốc.